# Max Friz
Max Friz, (Bad Urach, 1 de octubre de 1883-Tegernsee, 9 de junio de 1966)  fue un ingeniero mecánico alemán especializado en el diseño de motores. Se le reconoce como el creador de la BMW R 32; primera motocicleta producida por Bayerische Motoren Werke.

## Biografía

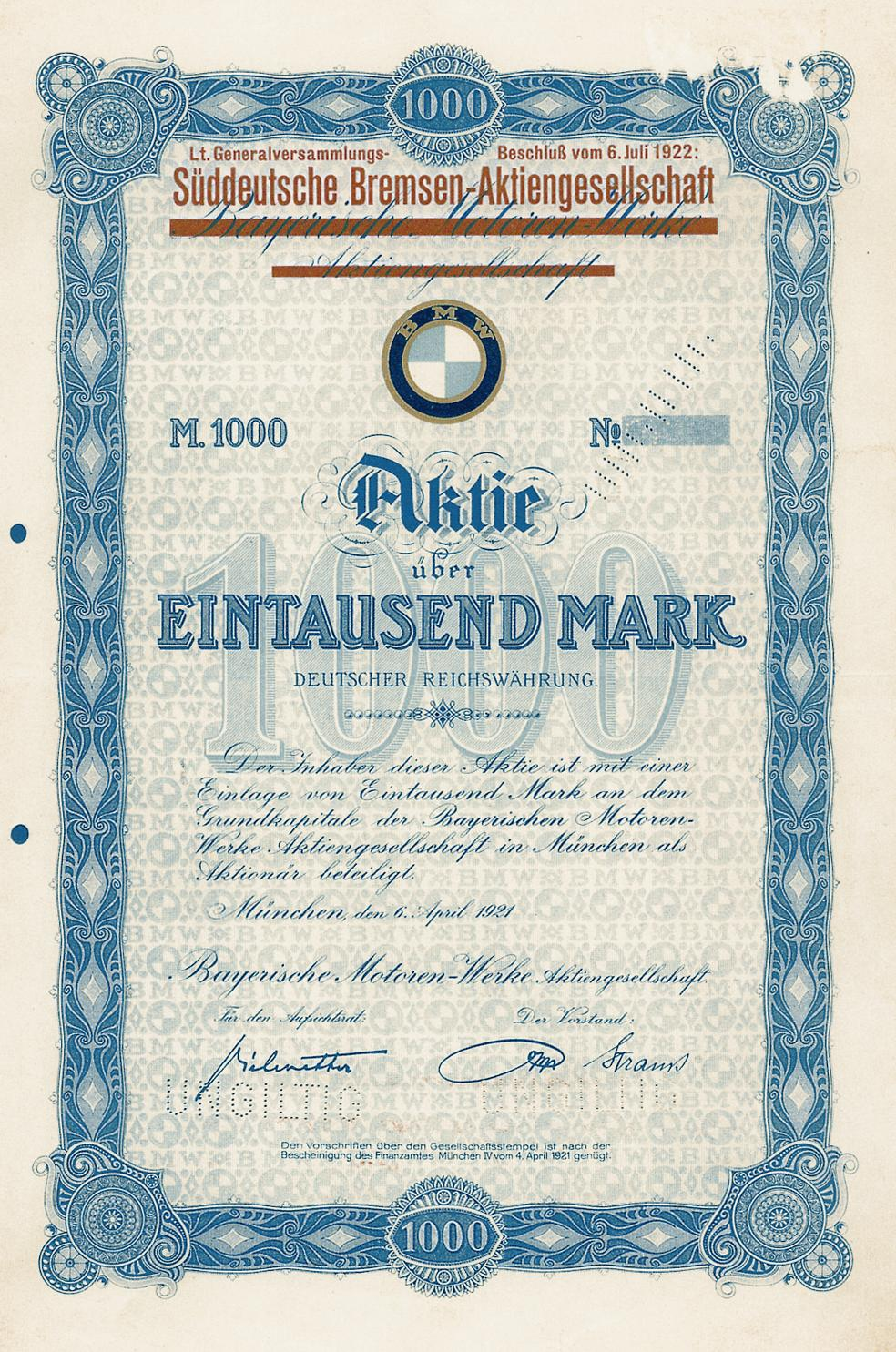
Certificado de creación de la empresa BMW.

Se sabe muy poco sobre la juventud de Friz. Después de la escuela, se suponía que Friz se convertiría en un hombre de negocios y luego se haría cargo del negocio de sus padres. Se sabe que a una edad temprana, se convirtió en aprendiz por cuatro años en la empresa de máquinas de vapor Dampfmaschinenbau Kuhn en Cannstatt a partir de 1898. 

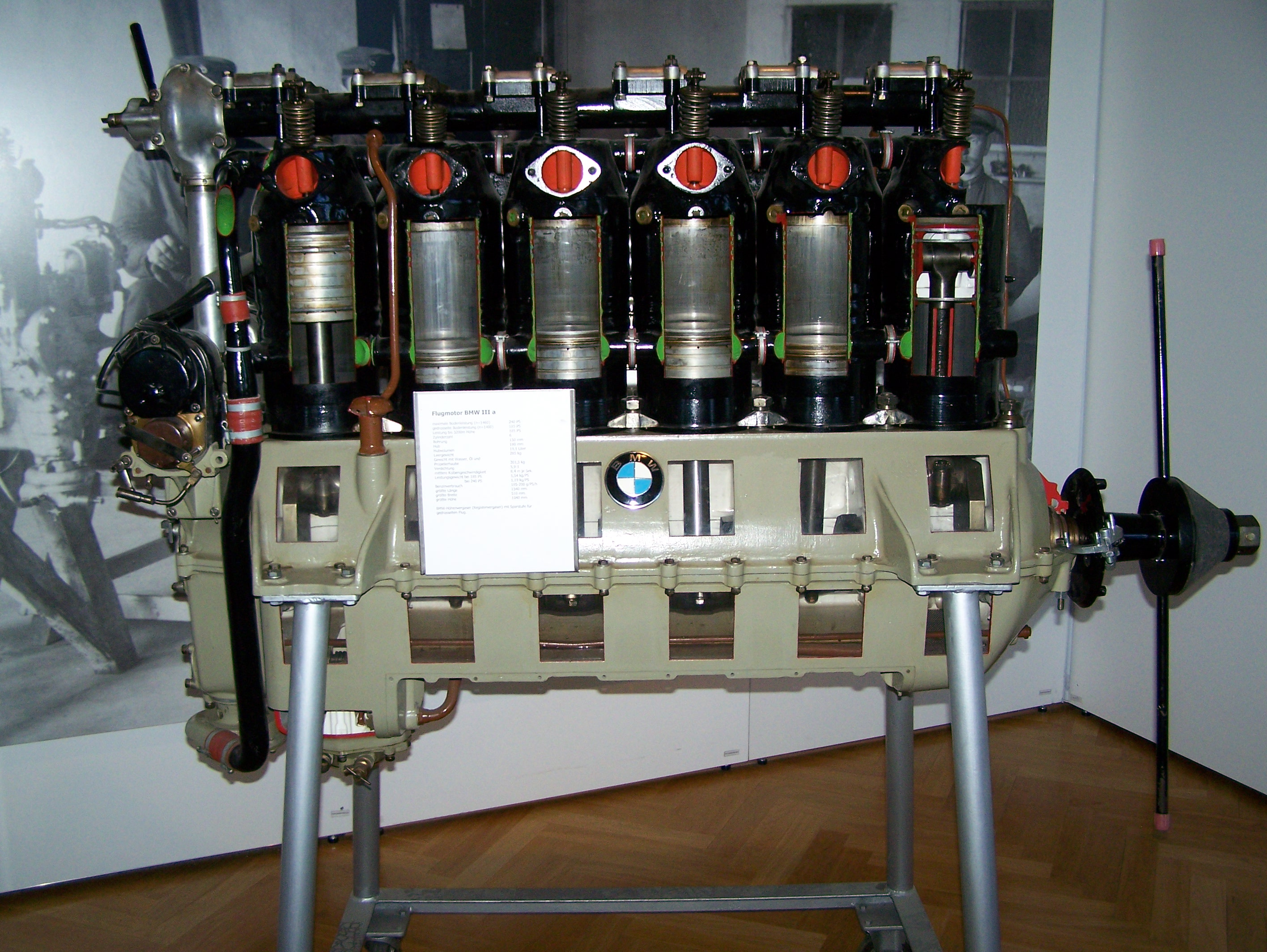
Motor BMW IIIa.

Asistió a la Royal Building Trades School en Esslingen am Neckar de 1902 a 1904. A partir de 1906 trabajó como diseñador en Daimler Motoren Gesellschaft en Untertürkheim, donde su primer gran logro fue el diseño del motor de automóvil Mercedes 18/100 Grand Prix con el que Christian Lautenschlager ganó el Gran Premio de Francia de 1914. A partir de 1912, también diseñó un motor de avión en línea de cuatro tiempos utilizable con árbol de levas en cabeza. El 2 de enero de 1917, se trasladó a Rapp Motorenwerke GmbH en Múnich, donde Karl Rapp sería su jefe. En 1918 la empresa se convirtió en la sociedad anónima Bayerische Motoren-Werke GmbH (BMW).

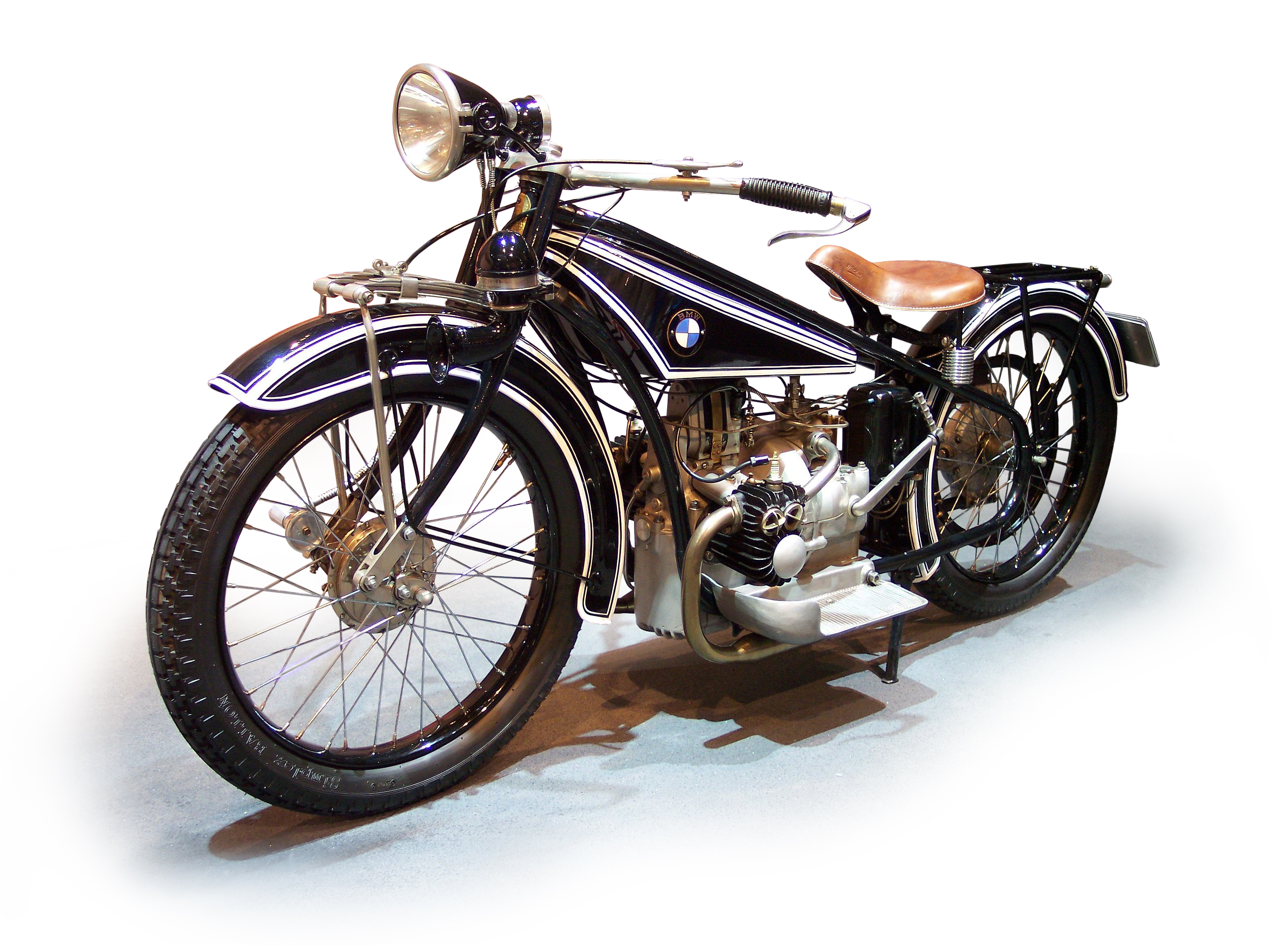
Motocicleta BMW R 32.

Friz pronto se hizo conocido internacionalmente a través del desarrollo de los motores de avión BMW III y BMW IV. Por encima de todo, sin embargo, fue el motor de gran altitud BMW IIIa con el carburador de gran altitud que desarrolló lo que hizo que el caza Fokker D.VII fuera muy superior a sus oponentes hacia el final de la Primera Guerra Mundial. El 10 de agosto de 1918, Friz recibió poder notarial. Después del final de la guerra, el motor BMW IIIa hizo una contribución importante al éxito del avión Junkers F 13. Debido a los efectos del Tratado de Versalles en la industria de la aviación alemana, Friz y la empresa dirigieron su atención a los vehículos de carretera. Un resultado de este trabajo fue el motor bóxer BMW M2B15 en 1920. 
En 1922, el inversor Camillo Castiglioni transfirió el departamento de construcción de motores de BMW, incluido el nombre de la empresa, a la antigua Bayerische Flugzeugwerke AG (BFW), cuyas fábricas también estaban en Munich-Oberwiesenfeld, y que reconvirtieron su producción en motores para una amplia variedad de fines civiles. En 1923, Friz comenzó a desarrollar aquí la motocicleta BMW R 32; todo un hito en la tecnología automotriz; un concepto básico que BMW todavía utiliza en la actualidad.Todos estos logros crearon las condiciones para un puesto de director (miembro de la junta) en BMW. 
El 25 de abril de 1925 fue nombrado director técnico y al mismo tiempo jefe de diseño de la empresa, cargo que ocupó hasta el 13 de septiembre de 1937; a partir de entonces se ocupó principalmente de motores de aviones. Entre otras cosas, fue responsable del desarrollo del motor de avión BMW VI, que fue extremadamente importante para la aviación alemana. Los aviones equipados con este motor fueron utilizados por el noruego Roald Amundsen para sus vuelos de pértiga y el suizo Walter Mittelholzer para su vuelo a Ciudad del Cabo. Muchos aviones de la Luftwaffe estaban propulsados por motores BMW VI. 
Friz también participó significativamente en las negociaciones de licencia con la compañía estadounidense Pratt & Whitney para la reproducción de los motores Wasp y Hornet, lo que llevó el desarrollo de motores de BMW en una dirección completamente diferente a los motores radiales enfriados por aire. 
Del 21 de diciembre de 1934 al 15 de noviembre de 1937 fue director general de la filial de BMW Flugmotorenbau GmbH. En 1938, Friz asumió la dirección de la nueva filial de BMW, Flugmotorenfabrik Eisenach GmbH. En el mismo año se convirtió en miembro de pleno derecho de la Academia Alemana de Investigación Aeronáutica en Berlín. La Universidad Técnica de Múnich le otorgó un doctorado honoris causa en 1954. Friz se jubiló en 1945 y se retiró a su casa en el lago Tegernsee, donde murió en 1966.